# Колычёво (муниципальный округ Егорьевск)
Колычёво — деревня в муниципальном округе Егорьевск Московской области России.

## География
Деревня Колычёво расположена в северо-западной части муниципального округа Егорьевск, примерно в 14 километрах к югу от города Егорьевск. Через деревню протекает река Щелинка. Высота над уровнем моря 148 метров.

## Название
Название по владельцам деревни боярам Колычёвым.

## История
До отмены крепостного права деревня принадлежала помещику Брукендаль. После 1861 года деревня вошла в состав Троицкой волости Егорьевского уезда. Приход находился в селе Троицы.
В 1926 году деревня входила в Сазоновский сельсовет Колычёвской волости Егорьевского уезда.
До 1994 года Колычёво входило в состав Колычевского сельсовета Егорьевского района, а в 1994—2006 годы — Колычевского сельского округа.
До 2015 года входила в состав городского поселения Егорьевск.
В 2015 году вошла в состав городского округа Егорьевск, образованного в том же году путем упразднения Егорьевского района и объединения всех его поселений в единый городской округ.

## Демография
В 1885 году в деревне проживало 151 человек, в 1905 году — 214 человек (112 мужчин, 102 женщины), в 1926 году — 285 человек (116 мужчин, 169 женщин). По переписи 2002 года — 904 человека (507 мужчин, 397 женщин). Население — 749 человек (2010).
| 1859 | 1868 | 1885 | 1905 | 1926 | 2002 | 2006 |
| ---- | ---- | ---- | ---- | ---- | ---- | ---- |
| 94   | ↗144 | ↗151 | ↗214 | ↗285 | ↗904 | ↘839 |
| 2010 |      |      |      |      |      |      |
| ↘749 |      |      |      |      |      |      |